# Manfred Pilsz

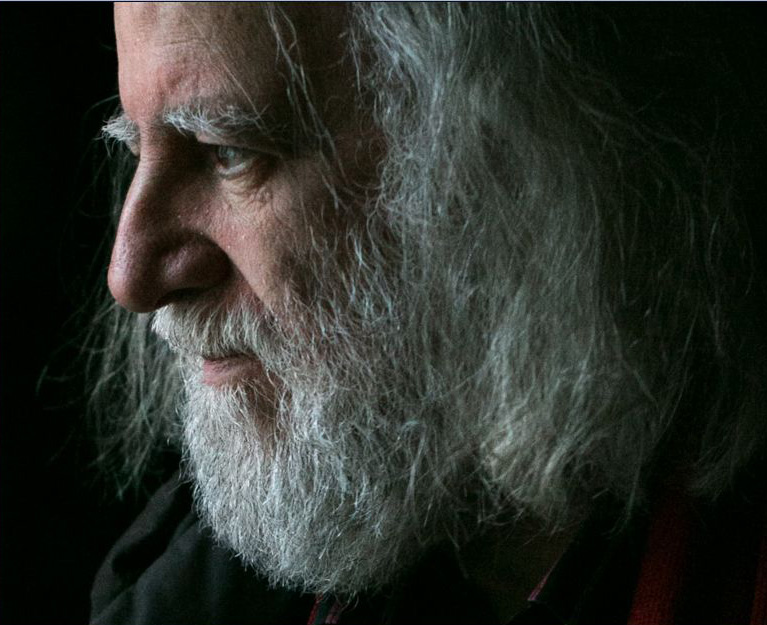
Manfred Pilsz (2016)

Manfred Pilsz (* 6. August 1954 in Linz) ist ein österreichischer Lehrer und Kulturschaffender.

## Leben und Wirken
Pilsz unterrichtete hauptberuflich bis zum Eintritt in den Ruhestand im Jahr 2015 am Gymnasium BRG Linz Fadingerstraße als Lehrer für Musikerziehung und war auch im Fach Medienerziehung (Medienzweig MRG) tätig. Von 1975 bis 1995 leitete er hier die Bühnenspielgruppe BSG, die mit ihrem Schulkabarett (u. a. Workshops und Auftritte mit Josef Hader) auch mediale Aufmerksamkeit auf sich zog und mit Filmarbeiten bei Wettbewerben reüssierte.
Bereits seit seinem 6. Lebensjahr widmete er sich dem Gesang, studierte ab 1973 am Bruckner-Konservatorium in Linz in der Gesangsklasse von Gertrud Burgsthaler-Schuster und schloss 1979 mit der Künstlerischen Reifeprüfung ab. Er war 1978 Stipendiat des Richard-Wagner-Verbandes Linz. Es erfolgte bis 1990 eine rege Konzerttätigkeit als Tenor.
Bereits vor der Matura hatte sich Pilsz für das Erstellen von Tonaufnahmen und Sendebeiträgen interessiert. Ab den 1980er Jahren arbeitete er gelegentlich als Mitarbeiter bei unterschiedlichen Medien (unter anderem beim ORF-Landesstudio Oberösterreich. Musikabteilung / Wolfgang Winkler). Pilsz betreute die Sendungen für Schüler „Kindernachrichten“ und „Soundcheck“.
Nachdem er Kurse und Workshops belegt hatte, begann Pilsz, Musikfilme zu drehen (Vorbild: Titus Leber). Er nahm mit seinen Videos gemeinsam mit seinen Schülern bei den Österreichischen Filmtagen in Wels teil, gründete das Schülerfilmprogrammkino (SFPK), engagierte sich bei der YOUKI und schuf 1998 das Schülerradio FRECH (Jugendmedienpartner der Kulturhauptstadt Linz).
Über 20 Jahre lang schrieb Pilsz Kabarettprogramme, die gemeinsam mit seinen Schülern aufgeführt wurden.  (Workshops & Auftritte mit Josef Hader / Beiträge in Ö1).
Pilsz lebt in Linz. Er ist seit 1982 mit Eva, geb. Traunmüller, verheiratet und hat zwei Kinder.

## Filmisches Schaffen (Auswahl)
Im Rahmen von Musik und Medien erfolgte eine Tätigkeit in der Lehrerfortbildung an der ehemaligen Pädagogischen Akademie sowie beim Landesmusikschulwerk. Medienpädagogische Projekte wurden mit dem Bruckner Orchester im Rahmen von Move,On durchgeführt: TraumFabrik und Der Zauberlehrling. Unter den Komponisten der visualisierten Musikwerke befindet sich neben Bruckner, Wagner, Mahler, Zykan, Cage, Glass unter anderem der künstlerische Weggefährte Helmut Rogl. Zwei Beispiele für Musikvideos, die in Kooperation mit dem Komponisten Helmut Rogl entstanden:

### Musikvideos in Zusammenarbeit mit Helmut Rogl
- Lot Cape Chen[22][23]
- Alice – die andere Seite[24]

### Weitere Filmarbeiten
- Strom des Vergessens[25]
- Ceija Stojka[26]
- Mahlers Winterreise[27][28]

## Auszeichnungen
- 1996: Goldenes Eurofilmband (Film/Video Europa-Bewerb) für „Agnus Benedictus“[29]
- 1997: Kleiner Landeskulturpreis für initiative Kulturarbeit (Video) des Landes Oberösterreich[30]
- 1997: Siegerfilm beim internationalen Festival der Nationen mit „Im Auge des Zyklopen“[31]
- 1998: Staatsmeister. Film mit „Isoldens Oden an die Nacht“ (Innsbruck)[32][33]
- 2000: Kleiner Landeskulturpreis für initiative Kulturarbeit (Radio) des Landes Oberösterreich[34]
- 2003: Goldenes Eurofilmband (Film/Video Europa-Bewerb) für „Die 5. Dimension“[35]
- 2005: Teaching Award (MLA / Bundesministerium für Unterricht)[36]
- 2010: Kulturmedaille des Landes Oberösterreich[2]
- 2012: Erwin Wenzl-Preis des Landes Oberösterreich (für Radio FRECH)[37]
- 2016: Ehrenpreis „Leidenschaft Film“ der Österreichischen Filmautoren (Lebenswerk)[38]
- 2016: Goldenes Verdienstzeichen der Republik Österreich[39]